# Gaetano Pasotti
Gaetano Pasotti (Pinerolo, 5 febbraio 1890 – Bangkok, 3 settembre 1950) è stato un missionario e vescovo cattolico italiano.

## Biografia
Abbracciò la vita religiosa tra i salesiani e professò a Foglizzo il 15 settembre 1906. Fu ordinato prete nel 1916 e nel 1918 fu assegnato alle missioni in Cina.
Trasferito alle missioni in Thailandia nel 1928, nel 1931 fu nominato superiore della missione di Ratchaburi. Rimase a capo della missione anche quando questa fu elevata a prefettura apostolica (1934) e poi a vicariato apostolico (1941): in questa occasione, fu insignito della dignità vescovile.
Fondò scuole e orfanotrofi, promosse l'Azione cattolica e istituì la congregazione delle Ancelle del Cuore Immacolato di Maria.

## Genealogia episcopale
La genealogia episcopale è:
- Cardinale Guillaume d'Estouteville, O.S.B.Clun.
- Papa Sisto IV
- Papa Giulio II
- Cardinale Raffaele Riario
- Papa Leone X
- Papa Paolo III
- Cardinale Francesco Pisani
- Cardinale Alfonso Gesualdo
- Papa Clemente VIII
- Cardinale Pietro Aldobrandini
- Cardinale Laudivio Zacchia
- Cardinale Antonio Barberini, O.F.M.Cap.
- Cardinale Marcantonio Franciotti
- Cardinale Giambattista Spada
- Cardinale Carlo Pio di Savoia
- Arcivescovo Giacomo Palafox y Cardona
- Cardinale Luis Manuel Fernández de Portocarrero-Bocanegra y Moscoso-Osorio
- Patriarca Pedro Portocarrero y Guzmán
- Vescovo Silvestre García Escalona
- Vescovo Julián Domínguez y Toledo
- Vescovo Pedro Manuel Dávila Cárdenas
- Arcivescovo Domingo Pantaleón Álvarez de Abreu
- Arcivescovo Manuel José Rubio y Salinas
- Vescovo Manuel de Matos, O.F.M.Disc.
- Vescovo Juan de La Fuente Yepes
- Vescovo Pierre Brigot, M.E.P.
- Vescovo Luigi Maria di Gesù Pianazzi, O.C.D.
- Vescovo Pietro d'Alcántara di San Antonio Ramazzini, O.C.D.
- Vescovo Raimondo di San Giuseppe Boriglia, O.C.D.
- Vescovo Louis-Charles-Auguste Hébert, M.E.P.
- Vescovo Clément Bonnand, M.E.P.
- Vescovo Etienne-Louis Charbonnaux, M.E.P.
- Arcivescovo François-Jean-Marie Laouënan, M.E.P.
- Arcivescovo Joseph-Adolphe Gandy, M.E.P.
- Vescovo Émile Marie Luc Alphonse Barillon, M.E.P.
- Vescovo René-Marie-Joseph Perros, M.E.P.
- Vescovo Gaetano Pasotti